# ساحوج التنوب
ساحُوج التَّنُّوب هو أحد الممراضات الفطرية للنباتات التي تسبب تعفن المؤخرة على الصنوبريات مثل تنوب دُغلاس والتنوب والشوح والأتسوغة والصنوبر والأرزية.